# كراي ألطاي

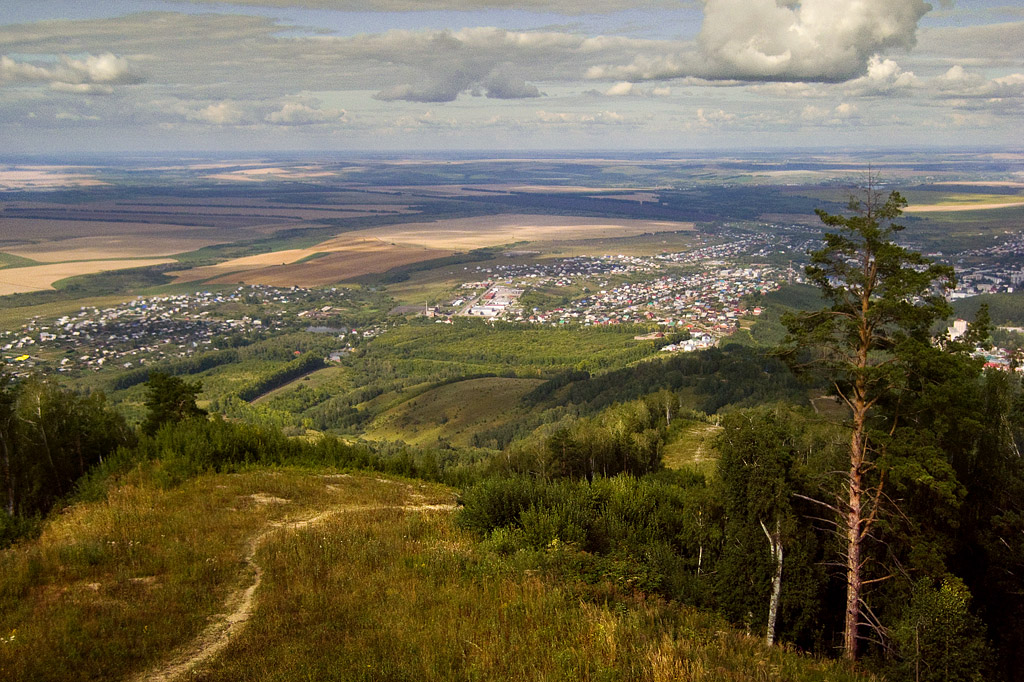

كراي ألطاي أو كراي ألتاي (بالروسية: алта ́ йский край، altaysky kray) هي مقاطعة (كراي) في سيبيريا الاتحادية لها استقلال ذاتي في كيانات الإتحاد الروسي. ولها حدود مع، باتجاه عقارب الساعة من الجنوب، كازاخستان، أقاليم نوفوسيبيرسك وكيميروفو، وجمهورية التاي. مركز كراي الإداري هو مدينة بارناول. اعتبارًا من تعداد 2010 ، كان عدد سكان كراي 2،419،755 نسمة.
اقتصاد اكراي ألطاي يعتمد على الزراعة واعتبارا من لتعداد سكان عموم روسيا عام 2002، وجعل الأغلبية الروس 92 ٪. الألمان هي الثانية مع حوالي 3 ٪. 2 ٪ الأوكرانيين، 0,4 ٪ الكازاخ 0,35 ٪ والتتار، 0,32 ٪ البيلاروسيين، 0,31 ٪ الأرمن، وبها أشخاص من جنسيات أخرى .

## مدن كراي ألطاي
- بارنول
- بيلوكوريخا
- بييسك
- غورنياك
- كامين-نا-أوبي
- نوفوالتيسك
- روبتسوفسك
- سلافغورود
- ياروفويي
- زارينسك